# Путиловец (экскаватор)

Паровые экскаваторы Путиловского завода, занятые на строительстве железной дороги под Петроградом: одноковшовый «Путиловец» (слева) и многоковшовый. 1915 год

Путиловец — российский паровой экскаватор.
Представляет собой паровой экскаватор железнодорожного типа. Производился на Путиловском заводе с 1903 года по чертежам американской фирмы Бьюсайрус (Bucyrus). Всего до 1917 г. было построено 37 экскаваторов с ковшами ёмкостью 1,9 и 2,29 м³.
Впоследствии данный экскаватор был взят за основу при разработке конструкции экскаватора «Ковровец», выпуск которого был налажен на экскаваторном заводе НКПС в городе Коврове с 1932 года.
Производительность — до 243 м³/час. В 1913—1916 гг. при строительстве железной дороги Бологое-Полоцк с ковшом ёмкостью 2,29 м³ вырабатывал до 3000 м³ за 12-часовую смену. В 1906—1916 гг. «Путиловцы» применялись при постройке железных дорог — Северо-Донецкой, Сибирской, Казано-Екатеринбургской, Петербург-Орёл, Мурманской.